# Villanueva de Aézcoa
Villanueva de Aézcoa (oficialmente en euskera: Hiriberri / Villanueva de Aezkoa)es un municipio español de la Comunidad Foral de Navarra, situado en la merindad de Sangüesa, en la comarca de Auñamendi, en el valle de Aézcoa y a 54 km de la capital de la comunidad, Pamplona. Su población en 2024 fue de 99 habitantes (INE). Su término municipal tiene una superficie de 21,64 km² y una densidad de población de 4.57 
 hab/km².
Su gentilicio es hiriberritarra, tanto en masculino como en femenino.

## Toponimia
La primera mención escrita de esta población es de 1366. Aparece mencionada en el Libro de Fuegos de Navarra con el nombre Ireberri. En 1427 aparece con su nombre romance, Villanueva. Ambos nombres tienen un significado equivalente en euskera y castellano.[cita requerida]
Los nombres del tipo Villanueva, o su equivalente en euskera Hiriberri suelen designar pueblos de nueva factura debidos a repoblaciones o reagrupamientos de población. Curiosamente la Villanueva situada en el Valle de Aézcoa, a pesar de su nombre, pasa por ser una de las localidades más antiguas de dicho valle.[cita requerida]
Históricamente ha recibido el nombre oficial de Villanueva no habiendo tenido el apelativo de Aézcoa más que un carácter coloquial para distinguirlo de otras localidades homónimas. El 31 de enero de 1989 tomó la denominación oficial bilingüe de Hiriberri / Villanueva de Aezkoa. Hiriberri es la forma en euskera normativo del dialectal ireberri. Para el nombre en castellano del pueblo, se optó por añadir el apelativo de Aézcoa, pero utilizando el nombre del valle en euskera (Aezkoa), surgiendo así un nombre híbrido.[cita requerida]
Hasta 1981 se denominaba Villanueva.
Gentilicio
El gentilicio de sus habitantes, que proviene del euskera, es hiriberritarra, común para hombres y mujeres. 
Según el Vocabulario Navarro de José María Iribarren, los habitantes de este municipio reciben el apodo de cipotes.[cita requerida]
También se les conoce como katedratikos, porque fabrican unas pequeñas sillas de maderas que reciben el nombre de katedras.[cita requerida]

## Geografía

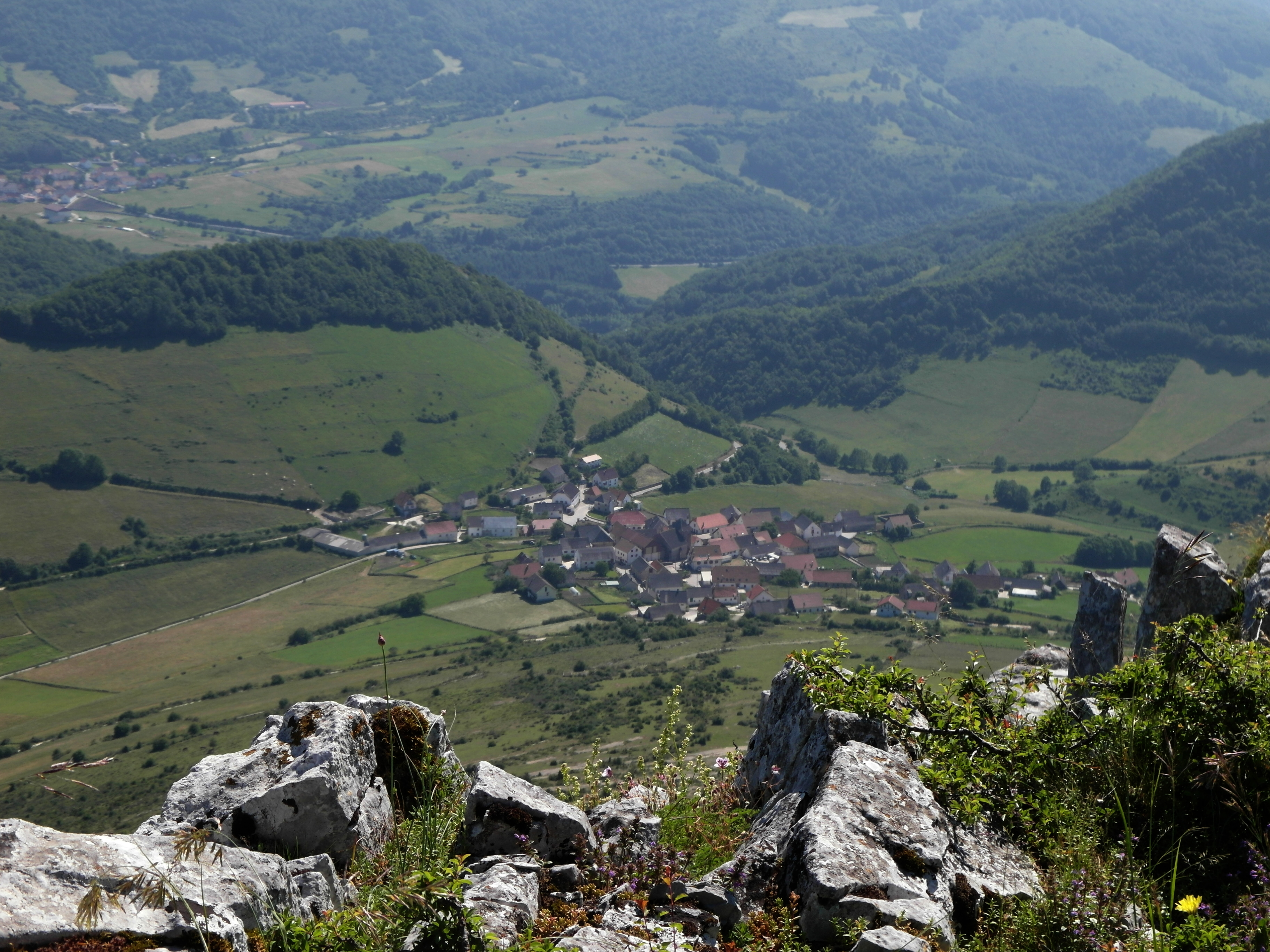
La población, vista desde el Berrendi

Forma parte del Valle de Aézcoa y se encuentra situado en la ladera suroccidental de la sierra de Abodi, en las faldas del monte Berrendi.
El término municipal desciende en una línea NO-SE, desde dicha sierra, hacía el valle formado por el río Irati, uno de los más caudalosos de Navarra.
Las extensiones de bosque son considerables, siendo hayas y robles las especies más abundantes y destacadas.

## Historia
Los rastros más antiguos de presencia humana en este municipio se remontan al Neolítico. En la sierra de Abodi, que separa los valles de Aézcoa y Salazar existe una estación megalítica del mismo nombre, cuya parte más occidental se adentra dentro del término municipal de Villanueva. En la cima del monte Berrendi a 1412 m de altitud se encuentra el Dolmen de Gibelea, que marca el punto más occidental de dicha estación dolménica. Se compone de un pequeño e inapreciable túmulo cubierto de hierba. En su interior una gran losa semienterrada y elevada hacia el sur cobija varias piedras pequeñas. Este dolmen fue descubierto en 1960 por Tomás López Selles.
Separada de la sierra de Abodi por el collado de Zelane se encuentra el monte Ugaibel donde se encuentra otro dolmen, el de Ugaibel. Es un túmulo de unos 12.00 m de diámetro y de 1.10 m de alto, todo de piedras y cubierto de hierba de la que sobresalen numerosas piedras. En el centro tiene un cráter en el que asoman alguna piedras de tamaño mayor. No presenta losa alguna perteneciente a la cámara. 
La historia de Villanueva ha corrido pareja a la del valle en el que se asienta, el Valle de Aézcoa, siendo uno de los 8 lugares o pueblos que tradicionalmente lo componían. Como todo el resto del Valle de Aézcoa, Villanueva perteneció al realengo de la Corona Navarra. Los habitantes del valle pagaban pecha de manera conjunta al rey. Los aezcoanos eran montañeses con una cultura, tradiciones e idioma propios (el dialecto aezcoano del euskera). Aunque hay noticias y registros históricos sobre el valle desde siglos antes, lo cierto es que el pueblo de Villanueva no aparece mencionado en el registro histórico hasta 1366, cuando es mencionada por primera vez en el Libro de Fuegos de Navarra. Por ello y debido a su nombre (Villanueva) se cree que fue una fundación posterior a otros pueblos del valle. En 1462, el rey Juan II de Navarra favorece a toda la Aézcoa con el privilegio colectivo de franquicia e hidalguía.
En 1845, con las reforma liberal y la ley municipal, se produjo la disgegración del Valle de Aézcoa como unidad administrativa y se crearon 9 municipios independientes en el valle, siendo Villanueva de Aézcoa uno de ellos.
La población vive dedicada a las labores agrícolas y ganaderas.

## Administración y política

### Gobierno municipal
La administración política se realiza a través de un ayuntamiento de gestión democrática cuyos componentes se eligen cada cuatro años por sufragio universal desde las primeras elecciones municipales tras la reinstauración de la democracia en España, en 1979. El censo electoral está compuesto por los residentes mayores de 18 años empadronados en el municipio, ya sean de nacionalidad española o de cualquier país miembro de la Unión Europea. Según lo dispuesto en la Ley Orgánica del Régimen Electoral General, que establece el número de concejales elegibles en función de la población del municipio, la corporación municipal está formada por 5 concejales. La sede del Ayuntamiento de Vilanueva de Aézcoa está situada en la calle San Salvador, s/n de la localidad.
| Mandato   | Nombre del alcalde         | Partido político |
| --------- | -------------------------- | ---------------- |
| 2003-2007 | María Isabel Ancho Burusco | Aritz Artea      |
| 2007-     | César Del Río Bayonés      | Comisión Gestora |
| 2015-     | Oscar Ancho Remondegui     | Desconocido      |

#### Evolución de la deuda viva municipal
El concepto de deuda viva contempla solo las deudas con cajas y bancos relativas a créditos financieros, valores de renta fija y préstamos o créditos transferidos a terceros, excluyéndose, por tanto, la deuda comercial.
Entre los años 2008 a 2014 este ayuntamiento no ha tenido deuda viva.

## Demografía
Villanueva de Aézcoa cuenta con una población de 99 habitantes (INE 2024).

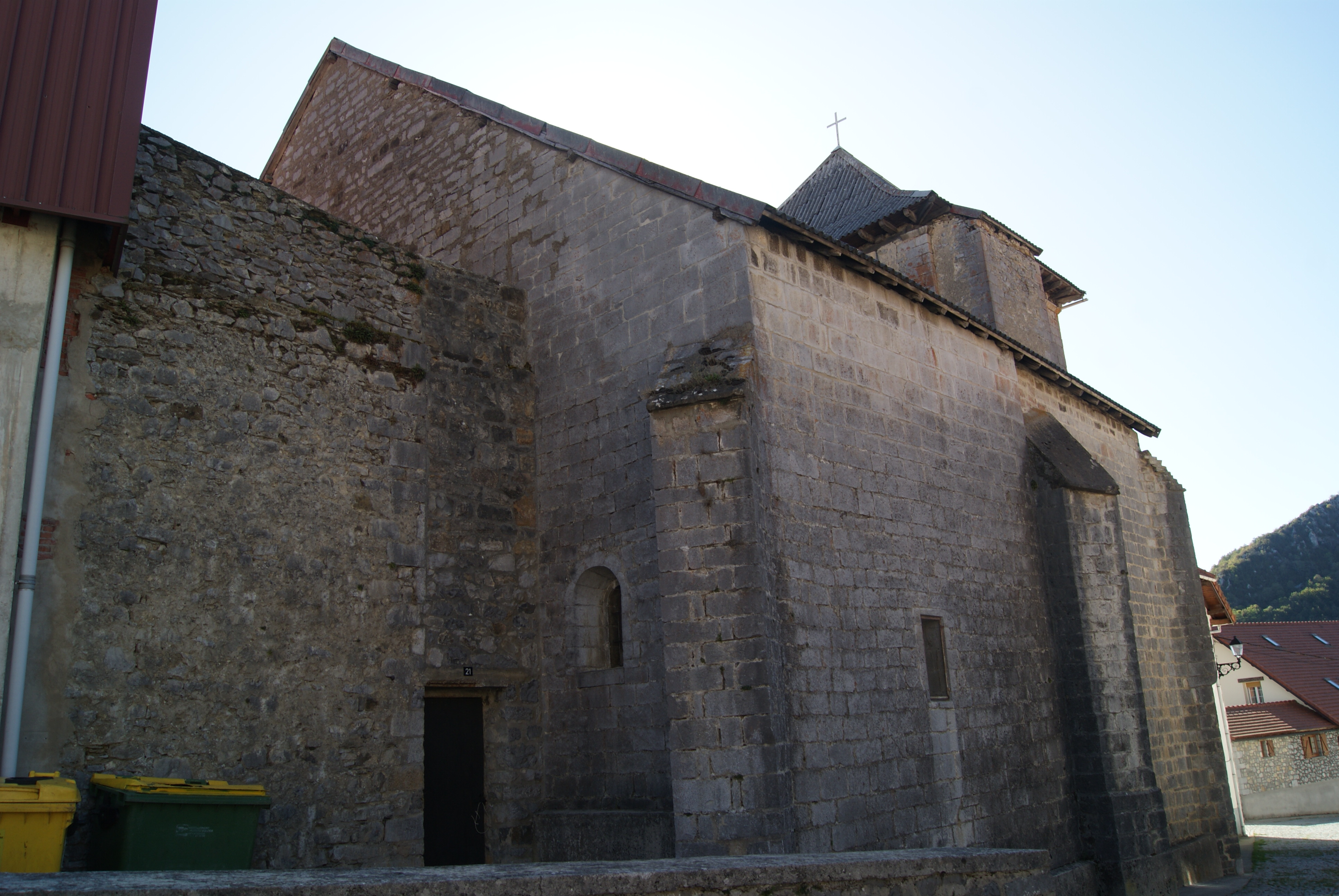

| Gráfica de evolución demográfica de Hiriberri / Villanueva de Aezkoa entre 1842 y 2021 |
| |
| Población de derecho según los censos de población del INE Población de hecho según los censos de población del INEEn estos censos se denominaba Villanueva: 1842, 1857, 1860, 1877, 1887, 1897, 1900, 1910, 1920, 1930, 1940, 1950, 1960, 1970 y 1981 |

## Cultura
Esta fue una de las últimas localidades donde se habló el navarro, variante dialectal del castellano muy influida por el vascuence, al igual que el gascón transpirenaico y emparentada con el navarroaragonés, dialecto altoaragonés.[cita requerida]

### Patrimonio

#### Monumentos religiosos
- Iglesia del Salvador. Edificio gótico del siglo XV

#### Monumentos civiles
En la propia localidad se pueden visitar:
- Hórreo de Casa Elizondo
- Hórreo de Casa Jauki
- Hórreo de Casa Portal
- Hórreo de Casa Reca

Hórreos de Villanueva de Aézcoa
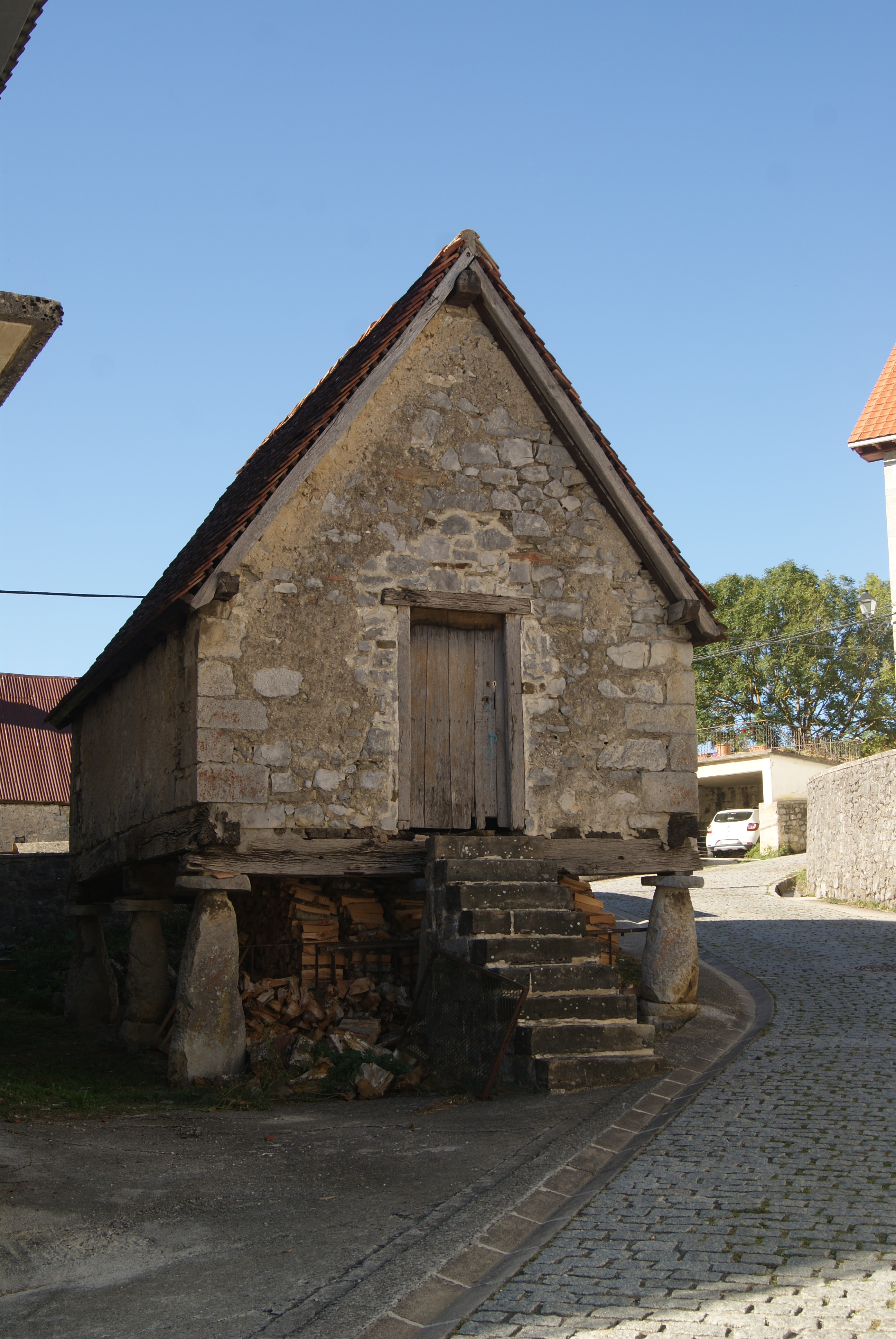
Hórreo de Casa Reca
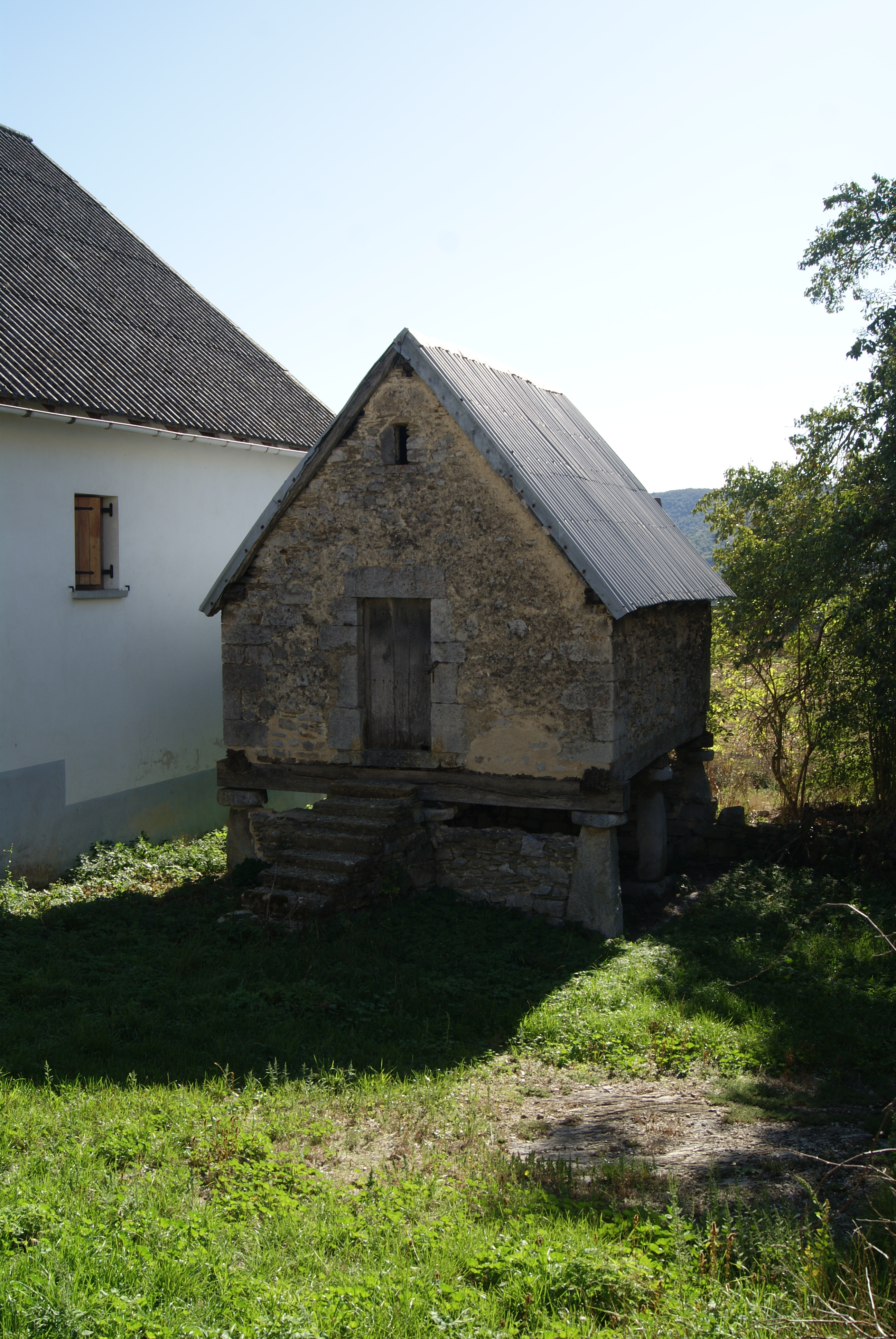
Hórreo de Casa Jauki
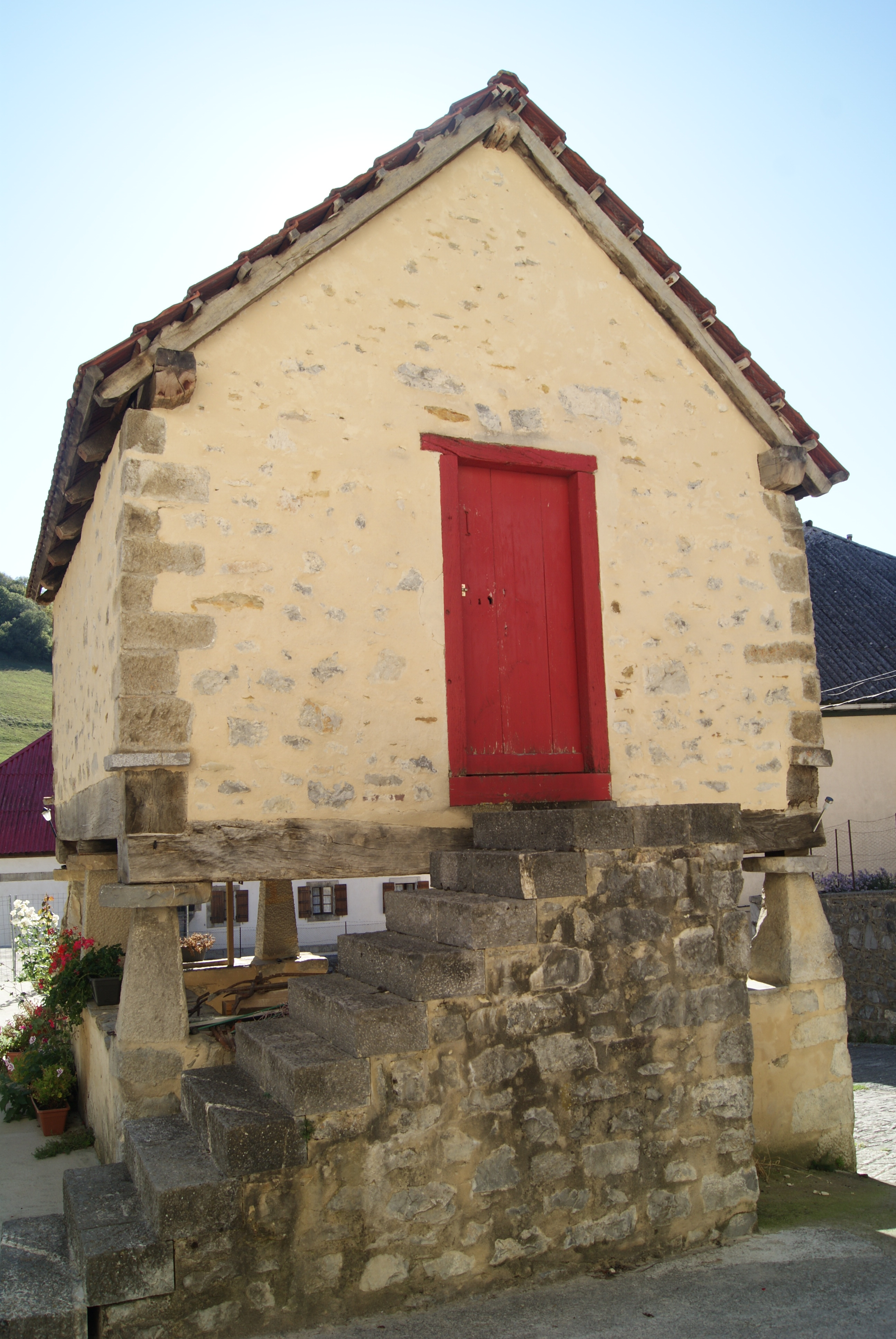
Hórreo de Casa Elizondo
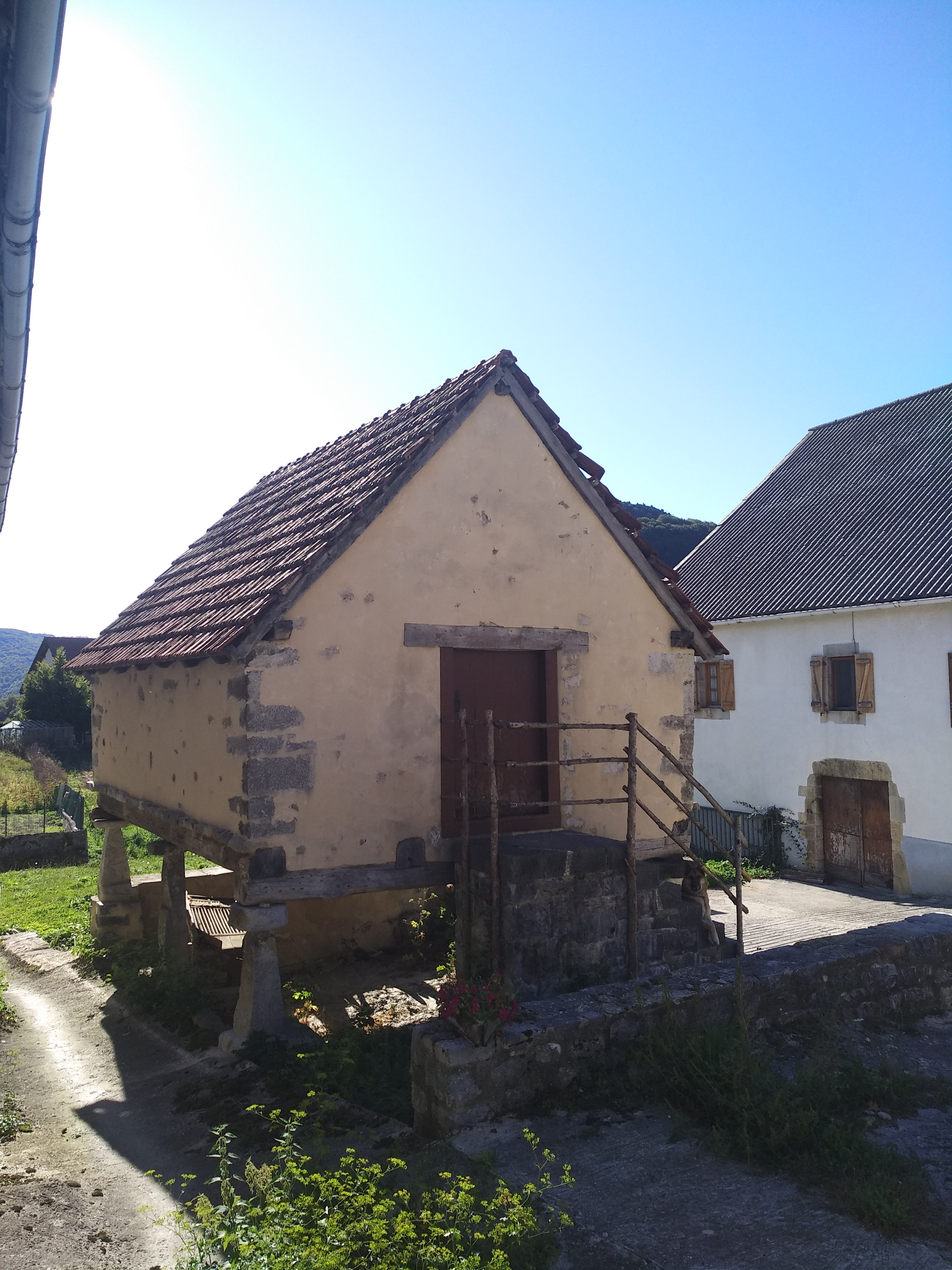
Hórreo de Casa Portal

En la cercana sierra de Abodi se puede visitar el dolmen de Gibelea a 1412 m sobre el nivel del mar.

### Fiestas
En honor de la Asunción. Se festejan en el mes de mayo.

### Leyendas
Se cuenta que en la antigüedad era un municipio donde habitaban brujas, de hecho, todavía es visitada la zona en la que se dice que vivían, la era de las brujas en el monte Petxuberro. Desde ese lugar se pueden ver la mayoría de los pueblos del Valle de Aézcoa.
El Crucero de Arrese es un crucero que data de 1645 al que le falta la cruz. La leyenda dice que en ese lugar los lobos mataron a la hija del señor de Arrese, aunque otros cuentan que fue raptada por Gaueko, el espíritu de la noche.